# ディアブレイブ
「ディアブレイブ」は、鹿乃の楽曲。すこっぷが作詞・作曲を手掛けた。鹿乃の2枚目のシングルとして2015年11月18日にワーナー・ブラザース・ホームエンターテイメントから発売された。

## 概要
『Stella-rium』以来、半年ぶりのシングルリリースとなった。
表題曲のディアブレイブは、『ヘヴィーオブジェクト』のエンディングテーマ曲として使用された。「切なさの中の芯の強さが表れている」楽曲である。鹿乃は、自身の公式ブログにおいて「今までとこれから応援してくれる人と、自分の過去と未来を強く意識して歌った」と語っている。
シングルは、アーティスト盤(品番：1000582740)とアニメ盤(品番：1000582741)の二種類が発売された。アーティスト盤のDVDには、このシングルすべての曲とディアブレイブの別バージョンのミュージックビデオを収録されている。また、アニメ盤のジャケットにはヘヴィーオブジェクトの登場人物であるミリンダ＝ブランティーニが描かれている。

## 収録曲
CO（各盤共通）
1. ディアブレイブ
2. ディジーシンドローム
3. Toy-toi
4. ディアブレイブ -instrumental-

DVD（アーティスト盤のみ）
1. ディアブレイブ Music Video
2. ディアブレイブ Music Video（another ver.）
3. ディジーシンドローム Music Video
4. Toy-toi Music Video